# Saddle River (New Jersey)
Saddle River ist eine Stadt im Bergen County, New Jersey, USA. Das U.S. Census Bureau hat bei der Volkszählung 2020 eine Einwohnerzahl von 3.372 ermittelt.

## Geographie
Die geographischen Koordinaten der Stadt sind 41°1'30" nördliche Breite und 74°5'57" westliche Länge. Sie befindet sich ca. 40 km nordwestlich von Manhattan und gilt damit noch als ein Vorort von New York City. Wegen seiner großen Grundstücke ist es dennoch sehr ländlich geprägt.
Nach den Angaben des United States Census Bureaus hat die Stadt eine Gesamtfläche von 12,9 km2, wobei keine Wasserflächen miteinberechnet sind.

## Geschichte
Das Stadtgebiet gehörte, wie der Rest des heutigen Bundesstaats New Jersey zum Siedlungsgebiet der Lenni Lenape.
Der National Park Service weist für Saddle River 23 Bauwerke und Stätten im National Register of Historic Places (NRHP) aus (Stand 23. Dezember 2018), darunter der Dr. John Christie Ware Bungalow.

## Demografie
Nach der Volkszählung von 2000 gibt es 3.201 Menschen, 1.118 Haushalte und 926 Familien in der Stadt. Die Bevölkerungsdichte beträgt 248,2 Einwohner pro km2. 89,85 % der Bevölkerung sind Weiße, 0,75 % Afroamerikaner, 0,00 % amerikanische Ureinwohner, 7,15 % Asiaten, 0,03 % pazifische Insulaner, 0,81 % anderer Herkunft und 1,41 % Mischlinge. 2,56 % sind Latinos unterschiedlicher Abstammung.
Von den 1.118 Haushalten haben 31,7 % Kinder unter 18 Jahre. 76,6 % davon sind verheiratete, zusammenlebende Paare, 3,8 % sind alleinerziehende Mütter, 17,1 % sind keine Familien, 14,2 % bestehen aus Singlehaushalten und 8,5 % der Menschen sind älter als 65. Die Durchschnittshaushaltsgröße beträgt 2,77, die Durchschnittsfamiliengröße 3,05.
22,5 % der Bevölkerung sind unter 18 Jahre alt, 4,7 % zwischen 18 und 24, 19,5 % zwischen 25 und 44, 32,9 % zwischen 45 und 64, 20,4 % älter als 65. Das Durchschnittsalter beträgt 47 Jahre. Das Verhältnis Frauen zu Männer beträgt 100:92,8, für Menschen älter als 18 Jahre beträgt das Verhältnis 100:93,0.
Das jährliche Durchschnittseinkommen der Haushalte beträgt 134.289 USD″, das Durchschnittseinkommen der Familien 152.169 USD. Männer haben ein Durchschnittseinkommen von 100.000 USD, Frauen 61.458 USD. Der Prokopfeinkommen der Stadt beträgt 85.934 USD. 3,6 % der Bevölkerung und 2,8 % der Familien leben unterhalb der Armutsgrenze, davon sind 2,4 % Kinder oder Jugendliche jünger als 18 Jahre und 10,3 % der Menschen sind älter als 65.